# 샤르민 오바이드치노이
샤르민 오바이드치노이(우르두어: شرمین عبید چنائے, 영어: Sharmeen Obaid-Chinoy, 1978년 11월 12일 ~ )는 파키스탄계 캐나다인 저널리스트, 영화 감독, 사회운동가이다. 아카데미 단편 다큐멘터리상 2회 수상자이다.

## 작품 목록

### 영화
- 세이빙 페이스 (2011, 단편 다큐)
- 3 브레이브스 (2015, 애니메이션)
- A Girl in the River: The Price of Forgiveness (2015, 단편 다큐)
- 3 브레이브스: 바바발람의 복수 (2016, 애니메이션)
- 3 브레이브스: 라이즈 오브 더 워리어 (2018, 애니메이션)
- 시타라 (2020, 단편 애니메이션)

### 텔레비전
- 미즈 마블 (2022)